# Desatero přikázání (film, 1956)
Desatero přikázání (anglicky: The Ten Commandments) je americký velkofilm s náboženskou tematikou režiséra Cecila B. DeMille z roku 1956. Děj filmu je založen na biblickém příběhu o Mojžíšovi. V hlavních rolích účinkují Charlton Heston (Mojžíš), Yul Brynner (Ramesse II.) a Anne Baxterová (Nefertari)
Film byl nominován na sedm Oscarů, získal však pouze jeden (Oscar za nejlepší vizuální efekty). Film byl také velmi ekonomicky úspěšný, při rozpočtu 13 mil. dolarů utržil 122,7 mil. dolarů. Při zohlednění inflace patří stále mezi deset nejvýdělečnějších snímků všech dob.